# Fundacja Serce Dziecka
Fundacja Serce Dziecka im. Diny Radziwiłłowej – niezależna, niedochodowa organizacja pozarządowa działająca na rzecz dzieci oraz dorosłych z wrodzonymi wadami serca (WWS) oraz dziecięcych klinik kardiologicznych i kardiochirurgicznych. Fundacja została założona w 2006 przez rodziców dzieci z wadami serca. Od 2007 ma status organizacji pożytku publicznego.

## Działalność fundacji
Fundacja udziela wsparcia dzieciom i dorosłym z wrodzonymi wadami (WWS) i chorobami serca oraz ich rodzinom podczas diagnozy oraz w trakcie leczenia i rehabilitacji. Wspiera finansowo leczenie i rehabilitację dzieci, współpracuje z podmiotami leczącymi wady serca. Prowadzi działania edukacyjne i promocyjne w zakresie szerzenia specjalistycznej wiedzy o wrodzonych wadach serca, ich wykrywaniu i leczeniu. Podejmuje działania na rzecz dzieci, osób chorych i ich rodzin, ochrony zdrowia, edukacji, pomocy społecznej, kultury oraz przeciwdziałania problemom społecznym.
Fundacja publikuje materiały edukacyjne, w tym poradniki i podręczniki dla rodziców (m.in. Dziecko z wadą serca – poradnik dla rodziców). Realizuje też własne projekty: organizuje konferencje, szkolenia, turnusy rehabilitacyjne, udziela pomocy psychologicznej, uczestniczy w kampaniach społecznych i akcjach charytatywnych. Współpracuje ze szkołami, zachęcając ich uczniów do udziału w akcjach charytatywnych. Fundacja Serce Dziecka interweniuje i lobbuje w kwestiach związanych z leczeniem dzieci z wadami serca.
Fundacja Serce Dziecka w 2017 została wyróżniona tytułem Lidera Medycyny w Konkursie „Sukces Roku w Ochronie Zdrowia” za cykl charytatywnych koncertów muzyki klasycznej „Otwarte Serca – Mistrzowie Muzyki, Biznesu i Kardiochirurgii Dzieciom”. Projekt łączył świat artystów polskiej muzyki klasycznej, polskiego biznesu oraz kardiochirurgii dziecięcej. Ideą koncertów było rozpropagowanie działań na rzecz dzieci z wadą serca.

## Władze
Organami fundacji są: rada fundacji, zarząd i komisja rewizyjna.

## Finansowanie
Działalność fundacji finansowana jest z darowizn osób indywidualnych i firm oraz z 1% podatku dedykowanego dla organizacji pożytku publicznego.

## Patronka fundacji
Fundacja nosi imię Diny (Klaudii) Radziwiłł – twórczyni Funduszu na rzecz Dzieci z Wadami Serca, współautorki podręcznika dla rodziców dzieci z chorobami kardiologicznymi i członkini rady Fundacji dla Polski, która zginęła w wypadku samochodowym w 2006.